# Wayback Machine
Wayback Machine digitalna je arhiva World Wide Weba koju je osnovao Internet Archive, neprofitna organizacija sa sjedištem u San Franciscu (Kalifornija). Wayback Machine omogućuje korisniku „odlazak u prošlost” kojim može pretraživati i vidjeti mrežne stranice onakvima kakvima su izgledale u određenom trenutku u prošlosti. Wayback Machine osnovali su Brewster Kahle i Bruce Gilliat s namjerom omogućivanja „univerzalnoga pristupa svome znanju” čuvanjem arhiviranih kopija starih i nepostojećih mrežnih stranica.

## Povijest
Osnivači Internet Archivea, Brewster Kahle i Bruce Gilliat, osnovali su Wayback Machine 2001. godine kako bi riješili problem nestajanja sadržaja mrežnih stranica kad god bi se one promijenile ili prestale postojati. Wayback Machine omogućuje korisnicima pretragu i pregled arhiviranih inačica mrežnih stranica kroz povijest što Wayback Machine zove „trodimenzionalni indeks”. Kahle i Gilliat osnovali su Wayback Machine s ciljem arhiviranja čitavoga Interneta i omogućivanju „univerzalnoga pristupa svome znanju”.
Ime Wayback Machine odabrano je kao referencija na „WABAC machine”, izmišljeni stroj koji omogućuje putovanje kroz vrijeme likovima Mister Peabodyju i Shermanu iz crtića The Adventures of Rocky and Bullwinkle and Friends. U jednome dijelu crtića koji se zove Peabody's Improbable History, likovi su rutinski koristili stroj kako bi svjedočili, sudjelovali te često promijenili poznate povijesne događaje.    
Wayback Machine počeo je 1996. godine arhivirati predmemorijske (eng. cache) mrežne stranice kako bi usluga postala javna pet godina kasnije. Od 1996. do 2001. godine podatci su se čuvali na digitalnoj traci te je Kahle povremeno omogućavao pristup istraživačima i znanstvenicima bazi podataka. Na petoj godišnjici Wayback Machinea, svečanosti na Sveučilištu u Berkeleyju, isti je otkriven te mu je omogućen pristup. Wayback Machine tada je već arhivirao deset milijardi stranica.

## Vanjske poveznice
- Službeno mrežno mjesto (engl.)